# Куинз Парк Рейнджерс
«Куи́нз Парк Ре́йнджерс» (полное название — Футбольный клуб «Куи́нз Парк Ре́йнджерс»; англ. Queens Park Rangers Football Club), английское произношение: [kwi:nz pɑ:k 'reɪnʤəz 'futbɔ:l klʌb], также известный по аббревиатуре КПР (англ. QPR) — английский футбольный клуб из округа Хаммерсмит и Фулем во Внутреннем Лондоне. В течение многих лет клуб играл домашние матчи на разных стадионах, прежде чем получил в своё пользование стадион «Лофтус Роуд» в 1917 году. В сезоне 1931/33 и позже в сезоне 1962/63 команда также играла на «Уайт Сити», чтобы привлечь большее количество болельщиков. Традиционные цвета команды — бело-голубые с горизонтальными полосами, откуда и появилось прозвище команды — «обручи».
Клуб выступает в Чемпионшипе, втором по значимости дивизионе в системе футбольных лиг Англии.

## История

### Конец XIX века
Футбольный клуб был образован в 1882 году, когда команда, известная как «Сент-Джудс», была объединена с «Крайстчерч Рейнджерс». Новый клуб получил название «Куинз Парк Рейнджерс», сокращённо КПР, поскольку большинство игроков жили в Куинз-парке на северо-западе Лондона. В 1889 году КПР стал профессиональным клубом.

### Первая половина XX века
С 1920 года команда начала выступать в Третьем дивизионе, и лишь в сезоне 1947/48 годов КПР, под руководством Дэйва Мэньолла, наконец выиграл турнир и получил повышение в классе. Следующие четыре сезона клуб провёл во Втором дивизионе, откуда вылетел по результатам сезона 1951/52. Примерно в это время в команду из «Лидс Юнайтед» перешёл Тони Ингэм, впоследствии установивший рекорд клуба, сыграв за него 519 матчей.

### Вторая половина XX века
Перед началом сезона 1959/60 в клуб на должность старшего тренера пришёл Алек Сток. Сток и Джим Грегори, который впоследствии стал председателем КПР, в середине 60-х полностью перестроили работу клуба, а заодно стадион и его окрестности.
В сезоне 1966/67 КПР выиграл чемпионат в третьем дивизионе. В том же сезоне КПР стал первым в истории клубом, из третьего дивизиона, сумевшим взять Кубок Футбольной лиги, обыграв в субботу 4 марта 1967 года «Вест Бромвич Альбион» со счётом 3:2. Спустя 54 года этот трофей по-прежнему остаётся наивысшим достижением в истории клуба. Этот матч вошёл в историю также и тем, что это был первый финал Кубка Футбольной лиги, сыгранный на легендарном стадионе «Уэмбли». В 1968 году КПР впервые в своей истории вышел в Первый дивизион, но лишь на год: следующие четыре сезона клуб снова проводил во втором. В начале сезона 1969/70 в команду из «Тоттенхэм Хотспур» перешёл Терри Венейблс. В то же время ушёл в «Манчестер Сити» прежний лидер Родни Марш, но вскоре в клуб были приглашены новые звёзды: Фил Паркс, Дон Гивенс, Дэйв Томас и Стэнли Боулс. Рядом с ними в полную силу заиграли и доморощенные игроки: Дэйв Клемент, Иэн Гиллард, Мик Лич и Джерри Фрэнсис.
В 1974 году в клуб пришёл менеджер Дейв Секстон. Под его руководством клуб в сезоне 1975/76 годов занял в Первом дивизионе 2-е место, до чемпионства не добрав лишь очко. Пять игроков этой звёздной команды играли в сборной Англии, а практически все остальные включались в сборные Ирландии, Северной Ирландии, Шотландии, Уэльса, а также Марокко. В конце 1970-х годов КПР дебютировал в Кубке УЕФА, дошёл до четвертьфинала и проиграл греческому клубу AEK по пенальти. После ухода Секстона в 1977 году клуб заиграл хуже и в 1979 году вернулся во Второй дивизион.
В 1980 году старшим тренером в клуб пришёл Терри Венейблс. Тогда же КПР впервые заиграл у себя дома на искусственном газоне. В 1982 году, всё ещё играя во Втором дивизионе, клуб вышел в финал Кубка Англии, где встретился с его обладателями, «Тоттенхэм Хотспур». После ничьей была назначена переигровка, и «Шпоры» выиграли её со счётом 1:0. В следующем сезоне КПР стали чемпионами второго дивизиона и вернулись в высшую лигу английского футбола. На следующий год — после почётного 5-го места (и попадания в Кубок УЕФА) — Венейблс покинул клуб и стал главным тренером «Барселоны». На протяжении следующих семи лет старшие тренеры на «Лофтус Роуд» сменялись один за другим, но клуб, балансируя в середине таблицы, всё же не опускался в зону вылета. В сезоне 1987/88 у КПР был даже взлёт — опять до 5-го места, однако в Кубок УЕФА клуб не попал — из-за общей дисквалификации английского футбола в Европе после трагедии на стадионе «Эйзель». В 1986 году команда вышла в финал Кубка Футбольной лиги, где проиграла «Оксфорд Юнайтед» со счётом 0:3.
Летом 1991 года после успешной работы на тренерском посту в «Бристоль Роверс» в клуб вернулся Джерри Фрэнсис, звезда английского футбола 70-х годов. Под его руководством клуб в 1992 году (в только что созданной Премьер-лиге) одержал ряд ярких побед, например 4:1 на «Олд Траффорд» (матч в канун Нового года транслировался по ТВ). В сезоне 1992/93 КПР заняли 5-е место, в следующем сезоне — 9-е. Однако год спустя Фрэнсис подал в отставку (сразу же получив работу в «Тоттенхэм Хотспур»), и его сменил играющий тренер Рэй Уилкинс. С ним КПР заняли 8-е место в Премьер-лиге, а в июле 1995 года главный бомбардир клуба Лес Фердинанд был продан за рекордную (для клуба) сумму в 6 миллионов фунтов в «Ньюкасл Юнайтед». Без него дела у клуба пошли хуже, и в 1996 году КПР оказался в Первом дивизионе, где оставался (с разными тренерами) вплоть до 2001 года. Джерри Фрэнсис возвратился в КПР в 1998 году, но ушёл вновь после катастрофического сезона 2000/01. Сменивший его Иэн Холлоуэй не смог остановить падение клуба в Третьем дивизионе.

### Начало XXI века
В сезоне 2003/04 КПР вернулся в Первый дивизион (будущий Чемпионат Футбольной лиги). После двух сезонов Холлуэй уступил место сначала Гэри Уоддоку, а тот в свою очередь Джону Грегори. В это время КПР оказались в центре финансового скандала, связанным с участием клуба в деятельности «Альтернативного инвестиционного рынка» (Alternative Investment Market), от которого был получен кредит в 10 миллионов фунтов под высокий процент. Параллельно клуб потрясли ещё две трагедии: игрок юношеского состава Киайан Принс был застрелен 18 мая 2006 года, а в августе 2007 года в автокатастрофе погиб многообещающий молодой игрок основного состава Рэй Джонс. В августе того же года КПР был куплен промоутером Формулы-1 Берни Экклстоуном и ныне бывшим руководителем команды Формулы-1 «Рено» Флавио Бриаторе, которые в декабре того же года продали 20 % акций семье стального магната Лакшми Миттала. В ноябре 2007 года Джон Грегори покинул пост старшего тренера команды и уступил место Луиджи Де Канио, после чего, в начале 2008 года, были сделаны финансовые инвестиции. Сезон 2007/08 клуб провёл в Чемпионшипе и занял там 14-е место. В мае 2008 года старшим тренером стал Иэн Дауи, но был уволен после 15 игр. 19 ноября 2008 года новым старшим тренером КПР был назначен бывший полузащитник сборной Португалии Паулу Соуза.
Однако уже в апреле 2009 года контракт с ним был разорван (в связи с тем, что он, судя по всему, обнародовал конфиденциальную информацию, касавшуюся дел клуба). Временно исполняющим обязанности старшего тренера был назначен Гарет Эйнсуорт, а 3 июня 2009 года на этот пост был принят Джим Мэгилтон, уволенный после инцидента с венгерским футболистом КПР Аношом Бузсаки в декабре 2009 года. На его место был назначен Пол Харт, однако он покинул клуб в январе 2010 года, проведя лишь 5 игр как главный тренер.
1 марта 2010 года КПР возглавил бывший тренер клуба «Кристал Пэлас» Нил Уорнок. Он подписал контракт на 3 с половиной года.
Победив 30 апреля 2011 года «Уотфорд» 2:0 КПР, после пятнадцатилетнего отсутствия, обеспечил себе выход в Премьер-лигу. После того как 7 мая было объявлено, что с клуба не будут сняты очки за неправильный трансфер аргентинского футболиста Алехандро Фаурлина, но клуб будет оштрафован на 875 тыс. фунтов, победа в Чемпионате Футбольной лиги стала официальной.
Зимой 2012 года новым тренером стал Марк Хьюз, но сезон 2011/12 клуб завершил в шаге от зоны вылета, в последнем матче сезона проиграв 2:3 «Манчестер Сити», до 90-й минуты ведя 2:1, однако голы Эдина Джеко и Серхио Агуэро принесли победу «горожанам», позволив им стать чемпионом Англии
26 ноября 2013 года после увольнения Хьюза с поста главного тренера новым главным тренером стал Гарри Реднапп. C приходом нового тренера клуб начал вести активную трансферную политику по привлечению футболистов, которые смогли бы помочь клубу остаться в Премьер-лиге — были приглашены Реми, Самба, Дженас. Однако эти приобретения не помогли команде сохранить место в Премьер-лиге, после чего клуб покинули многие игроки, не пожелавшие выступать в Чемпионшипе, но сам тренер продолжил работу с лондонским клубом. В ноябре 2013 года Футбольная лига Англии начала процесс по взысканию с клуба 62 млн фунтов из-за нарушения правил финансового фэйр-плей — КПР, заключавший большие контракты и подписывавший дорогостоящих игроков в сезоне 2012/13, закончил его с убытками около 80 миллионов фунтов.
По итогам сезона 2013/14 в Чемпионшипе КПР вернулся в Премьер-лигу, после того как победил «Дерби Каунти» в финальном матче плей-офф за место в высшем английском дивизионе. Однако клуб не смог задержаться в Премьер-лиге, заняв последнее место в сезоне 2014/15.

## Символика

### Форма

#### Домашняя
| 2009/10 | 2010/11 | 2011/12 | 2012/13 | 2013/14 | 2014/15 | 2015/16 | 2016/17 | 2017/18 | 2018/19 | 2019/20 |
| 2020/21 | 2021/22 | 2022/23 | 2023/24 | 2024/25 |         |         |         |         |         |         |

#### Гостевая
| 2009/10 | 2010/11 | 2011/12 | 2012/13 | 2013/14 | 2014/15 | 2015/16 | 2016/17 | 2017/18 | 2018/19 | 2019/20 |
| 2020/21 | 2021/22 | 2022/23 | 2023/24 | 2024/25 |         |         |         |         |         |         |

#### Резервная
| 2009/10 | 2010/11 | 2011/12 | 2012/13 | 2013/14 | 2014/15 | 2015/16 | 2016/17 | 2017/18 | 2020/21 |
| ------- | ------- | ------- | ------- | ------- | ------- | ------- | ------- | ------- | ------- |

Источники:,

## Достижения
- Первый дивизион
  - Вице-чемпион: 1975/76
- Второй дивизион
  - Победитель (2): 1982/83, 2010/11
  - Вице-чемпион (2): 1967/68, 1972/73
- Третий дивизион
  - Победитель: 1966/67
  - Вице-чемпион: 2003/04
- Третий южный дивизион Футбольной лиги
  - Победитель: 1947/48
  - Вице-чемпион: 1946/47
- Южная футбольная лига
  - Победитель (2): 1907/08, 1911/12
- Кубок Англии
  - Финалист: 1981/82
- Кубок Футбольной лиги
  - Обладатель: 1967
  - Финалист: 1986
- Суперкубок Англии по футболу
  - Финалист (2): 1908, 1912

## Основной состав
| №  |                        | Поз. | Имя                   | Год рождения |
| -- | ---------------------- | ---- | --------------------- | ------------ |
| 3  | Флаг Ирландии          | Защ  | Джимми Данн           | 1997         |
| 4  | Флаг Англии            | ПЗ   | Джек Колбэк           | 1989         |
| 5  | Флаг Англии            | Защ  | Стив Кук              | 1991         |
| 6  | Флаг Англии            | Защ  | Джейк Кларк-Солтер    | 1997         |
| 8  | Флаг Англии            | ПЗ   | Сэм Филд              | 1998         |
| 9  | Флаг Шотландии         | Нап  | Линдон Дайкс          | 1995         |
| 10 | Флаг Марокко           | ПЗ   | Ильяс Шаир            | 1997         |
| 11 | Флаг Северной Ирландии | Нап  | Пол Смит              | 1997         |
| 12 | Флаг Швейцарии         | Нап  | Михаэль Фрай          | 1994         |
| 15 | Флаг Уэльса            | Защ  | Морган Фокс           | 1993         |
| 19 | Флаг Англии            | ПЗ   | Элайджа Диксон-Боннер | 2001         |

| №  |                | Поз. | Имя             | Год рождения |
| -- | -------------- | ---- | --------------- | ------------ |
| 20 | Флаг США       | Защ  | Реджи Кэннон    | 1998         |
| 21 | Флаг Франции   | Защ  | Зияд Ларкеш     | 2002         |
| 22 | Флаг Суринама  | Защ  | Кеннет Пал      | 1997         |
| 25 | Флаг Дании     | ПЗ   | Лукас Андерсен  | 1994         |
| 32 | Флаг Англии    | Вр   | Джо Уолш        | 2002         |
| 38 | Флаг Алжира    | ПЗ   | Райан Колли     | 2005         |
|    | Флаг Франции   | Вр   | Поль Нарди      | 1994         |
|    | Флаг Шотландии | Защ  | Лиам Моррисон   | 2003         |
|    | Флаг Бразилии  | Защ  | Эверттон Сантос | 2001         |
|    | Флаг Австралии | ПЗ   | Даниэль Бенни   | 2006         |
|    | Флаг Словении  | Нап  | Жан Целар       | 1999         |